# Zwitsers olympisch voetbalelftal (mannen)
Het Zwitsers olympisch voetbalelftal is de voetbalploeg die Zwitserland vertegenwoordigt op het mannentoernooi van de Olympische Spelen.

## 1920-1928: Zwitsers elftal
Zwitserland had zich ingeschreven voor het olympisch voetbaltoernooi in 1920, maar trok zich na de loting terug wegens financiële redenen. Vier jaar later in Parijs bereikte het Zwitsers elftal de finale, die met 3-0 van Uruguay werd verloren. In 1928 in Amsterdam werd Zwitserland al in de eerste ronde door Duitsland uitgschakeld.

## Sinds 1992: Jong Zwitserland
Sinds de kwalificatie voor de Olympische Spelen 1992 geldt voor mannen dat ze maximaal 23 jaar mogen zijn (met 1 januari van het olympisch jaar als peildatum). De UEFA wees daarop het Europees kampioenschap onder 21 voorafgaande aan de Spelen aan als kwalificatietoernooi voor Europa, zodat tegenwoordig Jong Zwitserland deelname aan de Olympische Spelen moet zien af te dwingen. Uiteindelijk werd bij het EK 2011 (tweede plaats) deelname aan de Spelen in Londen afgedwongen. Daar werd de ploeg onder leiding van bondscoach Pierluigi Tami in de eerste ronde uitgeschakeld na een gelijkspel tegen Gabon (1-1) en nederlagen tegen Zuid-Korea (1-2) en Mexico (0-1).